# Luis Javier González
Luis Javier González Fanegas (Madrid, 17 giugno 1969) è un ex mezzofondista spagnolo.

## Palmarès

### Europei indoor
- 2 medaglie:
  - 1 oro (Genova 1992 negli 800 m piani)
  - 1 argento (Parigi 1994 negli 800 m piani)

### Giochi del Mediterraneo
- 1 medaglia:
  - 1 argento (Atene 1991 negli 800 m piani)

### Campionati ibero-americani
- 1 medaglia:
  - 1 bronzo (Manaus 1990 negli 800 m piani)